# Bergrennen Freiburg-Schauinsland 1964

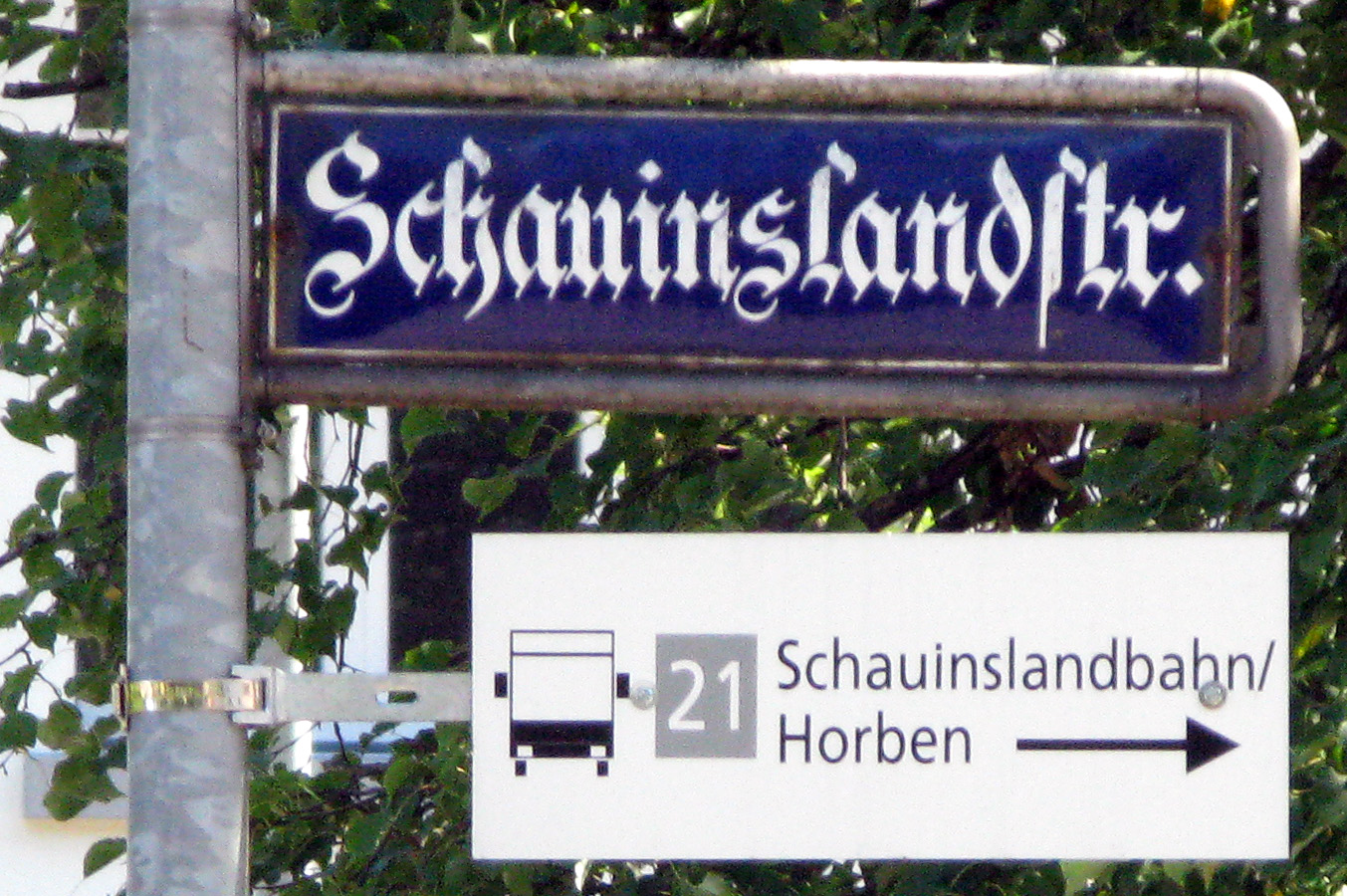
Auf der Schauinslandstraße fand das Bergrennen statt

Das Bergrennen Freiburg-Schauinsland, auch Grosser Bergpreis Freiburg-Schauinsland, war ein Bergrennen, das am 9. August 1964 ausgefahren wurde. Gleichzeitig war das Rennen der 11. Wertungslauf zur Sportwagen-Weltmeisterschaft und das sechste Rennen der Europa-Bergmeisterschaft 1964. Rund 60.000 Zuschauer waren laut auto motor und sport zum Schauinsland gekommen.

## Das Rennen
Das Bergrennen auf der Schauinslandstraße von Horben zur Schauinsland-Passhöhe zählte 1964 zur Weltmeisterschaft der Sportwagen. Das Bergrennen auf den Passo della Consuma im Mai gewann Odoardo Govoni auf einem Maserati Tipo 60. Im Juni wurde auf dem Rossfeld gefahren. Dort gewann Edgar Barth auf einem Elva mit Porsche-Motor.
Auch am Schauinsland siegte Barth; diesmal auf einem Werks-Porsche 718 RS Spyder. Attraktion waren die von Carroll Shelby gemeldeten Shelby Cobra Roadster, die von Bob Bondurant, Jochen Neerpasch und Joseph Siffert gefahren wurden. Bester des Trios war Bondurant.
Dass die drei AC Cobra wie auch ein Ferrari 250 GTO mit Ludovico Scarfiotti starteten, war durch das Reglement der GT-Markenweltmeisterschaft bedingt, nach dem die Bewerber um den Titel an mindestens einem Bergrennen teilgenommen haben mussten, um gewertet werden zu können. Die Chancen der verhältnismäßig plump wirkenden AC Cobras auf eine gute Platzierung wurden allgemein als gering eingeschätzt und umso erstaunlicher war es, als Bob Bondurant auf nasser Strecke mit 7:06,86 Minuten bzw. 94,45 km/h die zweitbeste Zeit fuhr. In den zwei Rennläufen belegte er mit 13,170 Sekunden Abstand auf den Sieger Edgar Barth und vor Scarfiotti Platz vier. Als bemerkenswert galt auch der zweite Platz des 21-jährigen Franco Patria auf einem Abarth 2000 GT mit Heckmotor vor Herbert Müller mit dem als wendiger geltenden Mittelmotor-Porsche 904/8. Patria profitierte allerdings davon, dass er als einziger der schnellen Fahrer seinen zweiten Lauf noch bei Trockenheit absolvieren konnte. Schnellster bei Nässe war André Knörr auf einem Porsche 904, der die 11,2 Kilometer in 7:03,09 Minuten bzw. mit einer Geschwindigkeit von 95,3 km/h fuhr.

## Ergebnisse

### Schlussklassement
| 1               | SP 2.0   | 100 | Porsche System Engineering | Edgar Barth          | Porsche 718 RS Spyder          | 0:13:49,580 |
| 2               | GT 2.0   | 46  | Abarth                     | Franco Patria        | Abarth-Simca 2000 GT           | 0:13:53,580 |
| 3               | SP 2.0   | 97  | Scuderia Filipinetti       | Herbert Müller       | Porsche 904/8                  | 0:13:53,670 |
| 4               | GT + 3.0 | 66  | Shelby American            | Bob Bondurant        | Shelby Cobra Roadster          | 0:14:02,750 |
| 5               | GT 3.0   | 60  | Scuderia Sant Ambroeus     | Ludovico Scarfiotti  | Ferrari 250 GTO/64             | 0:14:05,790 |
| 6               | GT 2.0   | 48  | Heini Walter               | Heini Walter         | Porsche 904 GTS                | 0:14:09,890 |
| 7               | GT 2.0   | 45  | Abarth                     | Hans Herrmann        | Abarth-Simca 2000 GT           | 0:14:11,200 |
| 8               | GT 2.0   | 51  | Scuderia Filipinetti       | André Knörr          | Porsche 904 GTS                | 0:14:11,600 |
| 9               | GT + 3.0 | 68  | Shelby American            | Jochen Neerpasch     | Shelby Cobra Roadster          | 0:14:12,390 |
| 10              | GT 2.0   | 55  | Werner Brockhaus           | Werner Brockhaus     | Porsche 904 GTS                | 0:14:13,140 |
| 11              | SP 2.0   | 103 | Karl Foitek                | Karl Foitek          | Lotus 23                       | 0:14:15,370 |
| 12              | SP 2.0   | 99  | Karl Foitek                | Joseph Greger        | Elva Mk. 7                     | 0:14:21,380 |
| 13              | SP 2.0   | 95  | Karl Foitek                | Anton Fischhaber     | Lotus 23                       | 0:14:25,020 |
| 14              | GT 2.0   | 56  | Scuderia Filipinetti       | Udo Schütz           | Porsche 904 GTS                | 0:14:30,030 |
| 15              | SP 2.0   | 104 | Biennoise                  | Robert Huber         | Lotus 23 B                     | 0:14:36,760 |
| 16              | SP 2.0   | 96  | Biennoise                  | Sidney Charpilloz    | Elva Mk. VII S                 | 0:14:47,300 |
| 17              | GT 1.6   | 32  | Nord                       | Jean-Paul Humberset  | Lotus Elan                     | 0:14:48,470 |
| 18              | GT 1.6   | 37  | Nord                       | Reinhold Joest       | Porsche 356B Carrera           | 0:14:55,860 |
| 19              | SP 1.0   | 88  | OASC                       | Walter Schatz        | Lotus 23                       | 0:14:58,740 |
| 20              | GT + 3.0 | 67  | Shelby American            | Joseph Siffert       | Shelby Cobra Roadster          | 0:15:01,570 |
| 21              | GT 1.6   | 33  | Nord                       | Karl Federhofer      | Porsche 356 B Carrera          | 0:15:14,420 |
| 22              | GT 1.3   | 12  | Scuderia Lufthansa         | Hans-Dieter Dechent  | Abarth-Simca 1300 Bialbero     | 0:15:16,710 |
| 23              | GT 2.0   | 52  | Richard Stoop              | Dickie Stoop         | Porsche 904 GTS                | 0:15:19,410 |
| 24              | SP 1.0   | 85  | Abarth                     | Tommy Spychiger      | Fiat-Abarth 1000               | 0:15:24,910 |
| 25              | SP 2.0   | 101 | Scuderia Filipinetti       | Joe Zuccatti         | Porsche 718 RS                 | 0:15:25,470 |
| 26              | GT 1.6   | 39  | Nord                       | Friedrich Scharwarth | Porsche 356 B Carrera          | 0:15:27,460 |
| 27              | GT 1.0   | 5   | Abarth                     | Frank Ruata          | Fiat-Abarth 1000               | 0:15:37,950 |
| 28              | GT 1.6   | 35  | Nord                       | Robert Pilz          | Porsche 356                    | 0:15:40,200 |
| 29              | GT 3.0   | 62  | Scuderia Sant Ambroeus     | Charly Müller        | Ferrari 250 GT Lusso           | 0:15:51,150 |
| 30              | SP 700   | 18  | Willi Martini              | Heinrich Hülbüsch    | Martini                        | 0:16:31,160 |
| 31              | GT 1.3   | 79  | Lotus Europe               | „James Bond“         | Lotus Elite                    | 0:16:32,550 |
| 32              | SP 700   | 83  | Willi Martini              | Karl-Günther Bechem  | Martini                        | 0:16:42,380 |
| 33              | SP 700   | 19  | Willi Martini              | Peter Hahn           | Martini                        | 0:16:46,810 |
| 34              | GT 1.3   | 14  | Vincenzo Arena             | Martin Stephani      | Abarth-Simca 1300 Bialbero     | 0:16:53,270 |
| 35              | GT 1.3   | 2   | Fixo-Flex                  | Kurt Geiss           | Abarth-Simca 1300 Bialbero     | 0:16:56,180 |
| 36              | SP 700   | 7   | Fixo-Flex                  | Alfred Katz          | Fiat-Abarth 700                | 0:16:56,960 |
| 37              | GT 1.0   | 77  | Caposcarico                | Hans Affentranger    | Fiat-Abarth 1000               | 0:17:05,130 |
| 38              | SP 700   | 21  | Willi Martini              | Peter Otto           | Martini                        | 0:17:06,270 |
| 39              | GT 1.3   | 76  | Fixo-Flex                  | James Eatherly       | Austin-Healey Speedwell Sprite | 0:17:16,880 |
| 40              | GT 1.3   | 22  | Fixo-Flex                  | Frank Fess           | Alfa Romeo Giulietta           | 0:17:18,360 |
| 41              | GT 1.6   | 36  | Nord                       | Helmut Kaiser        | Porsche 356B Carrera           | 0:17:23,910 |
| 42              | SP 700   | 81  | BMW Auto Geyer             | Friedel Geyer        | BMW 700 Speziale               | 0:18:41,640 |
| 43              | GT 1.0   | 6   | Caposcarico                | Raymond Hibon        | Alpine A108                    | 0:18:46,930 |
| Ausgefallen     |          |     |                            |                      |                                |             |
| 44              | GT 1.6   | 30  | Nord                       | Joseph Greger        | Porsche 356 B Carrera          |             |
| 45              | GT 2.0   | 49  | Basilisk                   | Hans Kühnis          | Abarth-Simca 2000 GT           |             |
| 46              | GT 2.0   | 54  | Biennoise                  | Hans-Peter Bigler    | Porsche 904 GTS                |             |
| Nicht gestartet |          |     |                            |                      |                                |             |
| 47              | GT 1.3   | 10  | Karl Foitek                | Roland Stierli       | Abarth-Simca 1300 Bialbero     | 1           |
| 48              | GT 1.3   | 15  | Basilea                    | Renato Maggiorini    | Abarth-Simca 1300 Bialbero     | 2           |
| 49              | GT 1.6   | 38  | Odenwald                   | Wambolt von Umstadt  | Porsche 356                    | 3           |
| 50              | GT + 3.0 | 69  | Karl Foitek                | Edwin Haessig        | Chevrolet Corvette             | 4           |
| 51              | SP 700   | 80  | BMW Auto Geyer             | Gerhard Metz         | Fiat-Abarth 700                | 5           |
| 52              | SP 700   | 85  | Abarth                     | Tommy Spychiger      | Fiat-Abarth 700                | 6           |

1 nicht gestartet
2 nicht gestartet
3 nicht gestartet
4 nicht gestartet
5 nicht gestartet
6 nicht gestartet

### Nur in der Meldeliste
Hier finden sich Teams, Fahrer und Fahrzeuge, die ursprünglich für das Rennen gemeldet waren, aber aus den unterschiedlichsten Gründen daran nicht teilnahmen.
| Pos. | Klasse | Nr. | Team          | Fahrer        | Chassis             |
| ---- | ------ | --- | ------------- | ------------- | ------------------- |
| 53   | GT 2.0 | 47  | Abarth        |               | Abarth-Simca 2000GT |
| 54   | GT 2.0 | 50  | Michel Weber  | Michel Weber  | Porsche 904 GTS     |
| 55   | GT 2.0 | 53  | Paolo Colombo | Paolo Colombo | Porsche 904 GTS     |

### Klassensieger
| Klasse   | Fahrer              | Fahrzeug                   | Platzierung im Gesamtklassement |
| -------- | ------------------- | -------------------------- | ------------------------------- |
| SP 2.0   | Edgar Barth         | Porsche 718 RS Spyder      | Gesamtsieg                      |
| SP 1.0   | Walter Schatz       | Lotus 23                   | Rang 19                         |
| SP 700   | Heinrich Hülbüsch   | Martini                    | Rang 30                         |
| GT + 3.0 | Bob Bondurant       | Shelby Cobra Roadster      | Rang 4                          |
| GT 3.0   | Ludovico Scarfiotti | Ferrari 250 GTO/64         | Rang 5                          |
| GT 2.0   | Franco Patria       | Abarth-Simca 2000GT        | Rang 2                          |
| GT 1.6   | Jean-Paul Humberset | Lotus Elan                 | Rang 17                         |
| GT 1.3   | Hans-Dieter Dechent | Abarth-Simca 1300 Bialbero | Rang 22                         |
| GT 1.0   | Frank Ruata         | Abarth-Simca 1000          | Rang 27                         |

### Renndaten
- Gemeldet: 55
- Gestartet: 46
- Gewertet: 43
- Rennklassen: 9
- Zuschauer: 60000
- Wetter am Renntag: Regen beim 2. Wertungslauf
- Streckenlänge: 11,200 km
- Fahrzeit des Siegerteams: 0:13:49,580 Stunden
- Gesamtrunden des Siegerteams: 2
- Gesamtdistanz des Siegerteams: 22,400 km
- Siegerschnitt: 97,206 km/h
- Pole Position: keine
- Schnellste Rennrunde: Edgar Barth – Porsche 718 RS Spyder (#100) – 6:40,600 = 100,623 km/h
- Rennserie: 11. Lauf zum Sportwagen-Weltmeisterschaft 1964
- Rennserie: 6. Lauf zum Europa-Bergmeisterschaft 1964